# Francesco Panetta
Francesco Panetta (* 10. ledna 1963, Siderno) je bývalý italský atlet, jehož specializací byl běh na 3000 metrů překážek, tzv. steeplechase, mistr světa z roku 1987.

## Sportovní kariéra
Jeho speciální disciplínou byl běh na 3000 metrů překážek. V roce 1986 získal na mistrovství Evropy stříbrnou medaili v běhu na 3000 metrů překážek. O rok později na světovém šampionátu v Římě v této disciplíně zvítězil a navíc doběhl druhý v závodě na 10 000 metrů. Další zlato v běhu na 3000 metrů překážek vybojoval na evropském šampionátu ve Splitu v roce 1990.